# Kerk van Solwerd

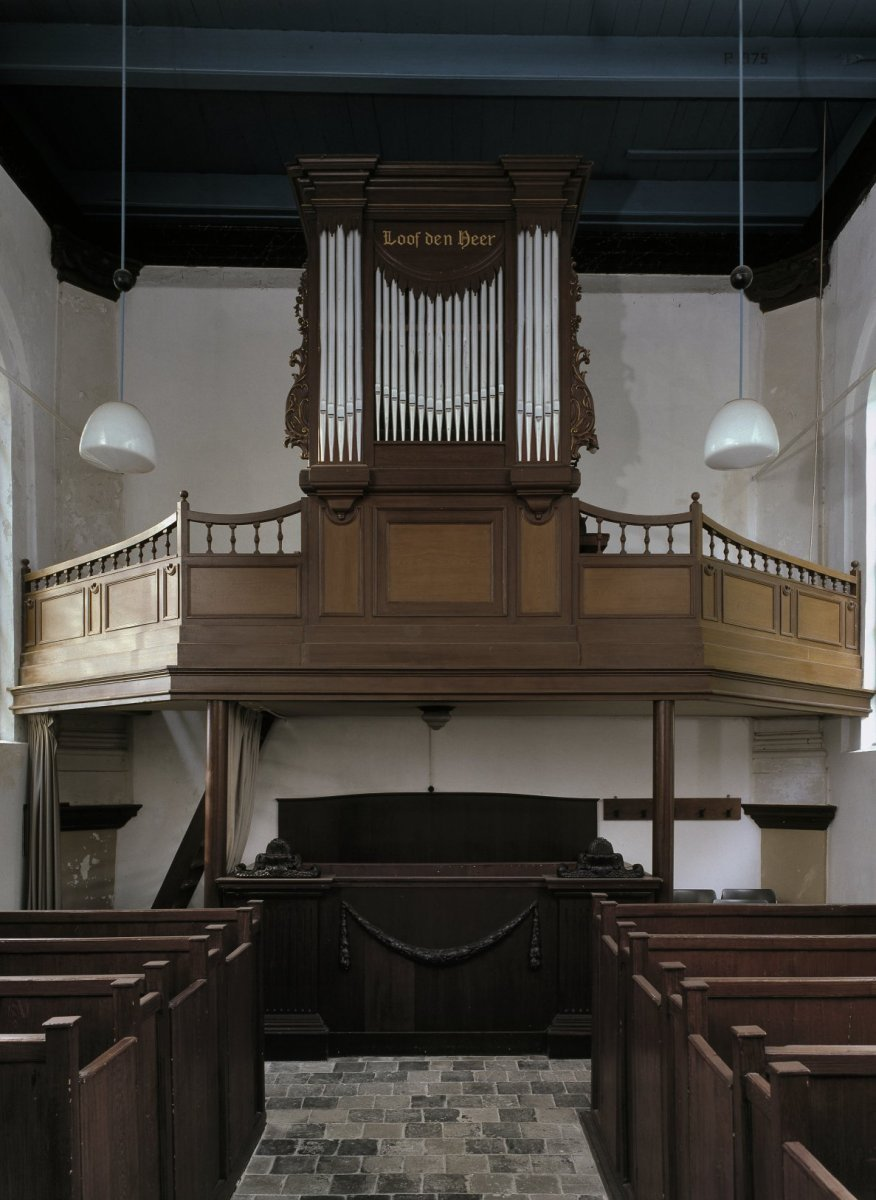
Interieur met orgel

De kerk van Solwerd is een kerkgebouw, geopend op 29 juni 1783 in de Groninger plaats Solwerd, thans een woonwijk die is vastgegroeid aan Appingedam. De kerk is een zaalkerk in classicistische stijl. Ernaast staat een losse houten klokkenstoel met een luidklok uit 1949. De oorspronkelijke klok was in de Tweede Wereldoorlog geroofd door de Duitse bezetters.
Ter plaatse stonden eerder een kapel en een middeleeuwse kerk, welke laatste na een brand in 1536 was gesloopt. De overgebleven kapel was een bedevaartsoord, omdat op deze plek een wonder zou zijn geschied, waarna het slootwater geneeskrachtig zou zijn geworden.
De kapel diende na 1536 als vervanger van de kerk, eerst voor de katholieken en na de Reductie van Groningen in 1594 voor de protestanten. Al in 1669 bestond het plan de kapel te vervangen door een nieuwe kerk op de fundamenten van de oude, maar dat werd pas in 1783 ten uitvoer gebracht. De  geldschieter was jonkheer Adriaan Gerlacius, die opnieuw gelden ter beschikking stelde voor het herstel van de ernstige schade die de kerk opliep bij het Beleg van Delfzijl (1813-1814) aan het eind van de Franse tijd in Nederland.  
Het kerkorgel dateert uit ongeveer 1860 en is in 1891 door de Belg Henri Houtert verbouwd. Wie de oorspronkelijke (vermoedelijk Zuid-Nederlandse) orgelbouwer was, is niet bekend. Het werd in 1942 door de orgelmakers Adema vanuit een pensionaat in Oudenbosch waar het sinds 1914 gestaan had, naar de kerk van Solwerd verplaatst. Zij brachten enkele veranderingen aan in de dispositie. Sindsdien heeft het eenklaviers orgel - zonder pedaal - zeven registers. In 1993 kreeg het een grondige opknapbeurt.